# Domenico Lucciarini
Domenico Lucciarini (Italia, 16 agosto 1936 – Gerli, 17 luglio 2008) è stato un wrestler e attore italiano naturalizzato argentino.

## Biografia
Domenico Lucciarini, nato in Italia il 16 agosto 1936, arrivò a Buenos Aires alla fine degli anni '30 insieme alla sua famiglia. 
Iniziò l'attività di lottatore all'inizio degli anni sessanta grazie a Martín Karadayijan che lo inserì nella squadra che realizzava il popolare programma Titanes en el Ring, principale manifestazione di wrestling in Argentina. Il primo personaggio che interpretò fu "Il Bersaglieri", con un chiaro richiamo per i numerosissimi italo-argentini dell'epoca, ma quello che lo rese davvero popolare fu Pepino el Payaso, uno dei personaggi più amati dello show con, anche in questo caso, un forte riferimento all'origine italiana. In alcune occasioni interpretò anche un ulteriore personaggio denominato "El Verdugo"
Nel corso degli anni partecipò anche ad alcuni film sempre come lottatore di wrestling:
- Titanes en el ring (1973)
- Un loco en acción
- Superagentes y titanes

Nel 1998 partecipò al programma televisivo Super Mingo, trasmesso da Canal 11, soltanto con il nome di Pepino per problemi di diritti con Martín Karadayijan. Nel 1997, chiamato da Paulina Kardagián, figlia di Martín, partecipò alla trasmissione Retorno de Titanes en el Ring trasmessa dal canale Televisión 5.
Domenico Lucciarini è morto per cause naturali il 17 luglio del 2008 nella sua casa di Gerli, nella zona sud della Grande Buenos Aires, dove ha sempre vissuto.

## Video
Non esistono video dei primi anni di attività di Domenico Lucciarini, ma è comunque possibile trovare alcune riprese d'epoca:
- TyC Sport ha realizzato una intervista celebrativa a Domenico Lucciarini all'interno di una serie dedicata ai partecipanti di Titanes en el Ring[1];
- estratto di un incontro del 1972 in coppia con Super Pibe[2];
- intervista realizzata poco prima della morte[3];
- i lottatori di Titanes en el Ring dell'anno 1972[4].

## Galleria d'immagini

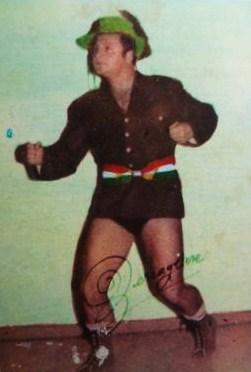
Domenico Lucciarini nei panni de "Il Bersaglieri"
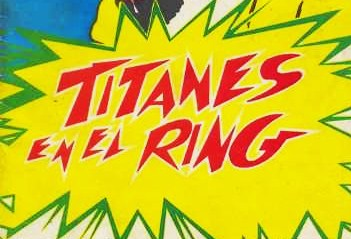
Il logo di Titanes en el Ring
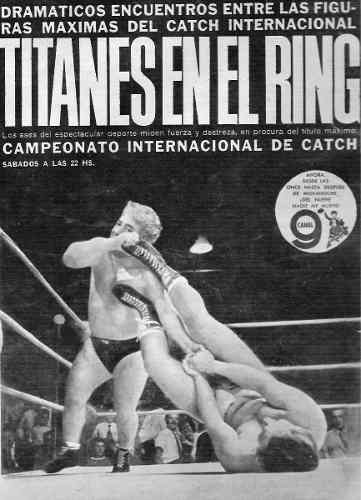
Un manifesto pubblicitario di Titanes en el Ring
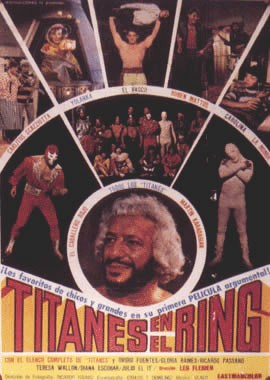
Il manifesto del film Titanes en el Ring del 1973